# Friedrich Schaper (Maler)

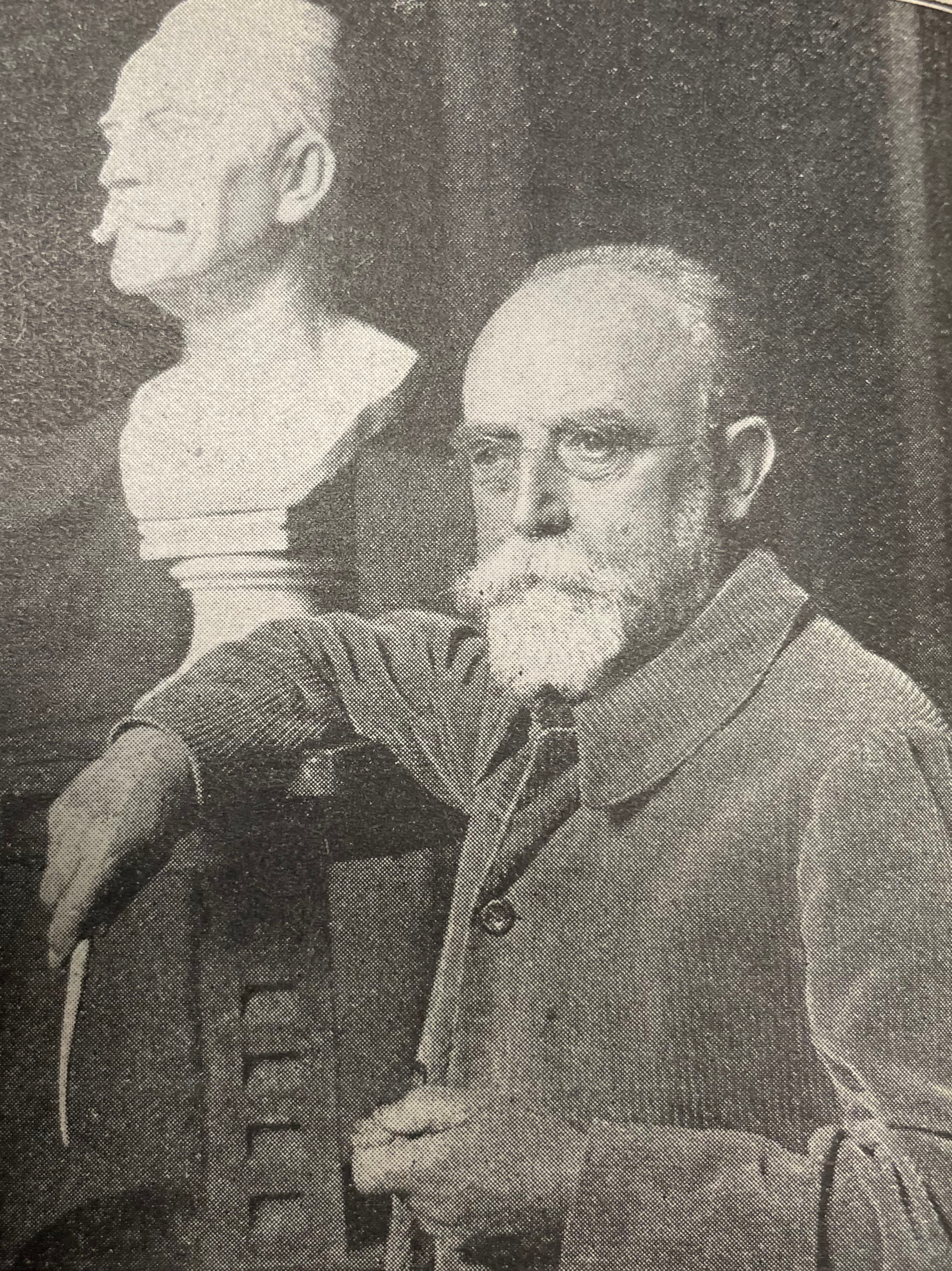
Friedrich Schaper, fotografiert von Alice Matzdorff

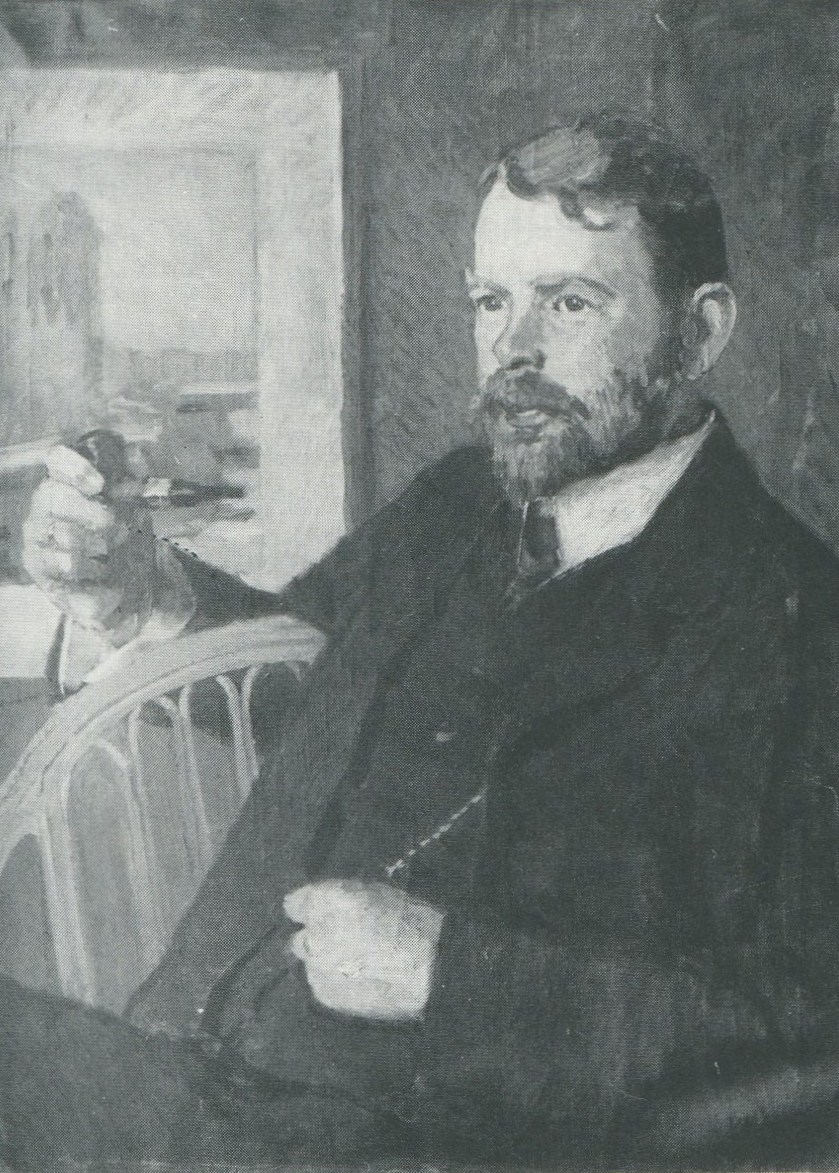
Friedrich Schaper 1911, Porträt von Paul Kayser

Friedrich Schaper (* 13. November 1869 in Braunschweig; † 21. Februar 1956 in Hamburg) war ein deutscher Maler und Grafiker.

## Leben
Friedrich Schaper kam als Vierjähriger mit seinen Eltern nach Hamburg. Dort ließ er sich ab 1886 zum Dekorationsmaler ausbilden. Ab 1889 studierte er zunächst an der Kunstgewerbeschule in Hamburg, wechselte aber 1890 an die Kunstakademie in Berlin.
Auf Drängen seines Mentors Alfred Lichtwark kehrte er 1894 nach Hamburg zurück. Zusammen mit sieben anderen jungen Malern rief er im Frühjahr 1897 den Hamburgischen Künstlerklub ins Leben. Nach einigen Jahren als freischaffender Maler war er ab 1902 als Zeichenlehrer tätig. 1903 heiratete er Camilla Lobenstein und ließ sich 1921 in Groß-Borstel nieder. Friedrich Schaper war Mitglied im Deutschen Künstlerbund. Er war zudem Mitglied des Hamburger Künstlervereins von 1832.
Von 1925 an war Schaper als Lehrer an der Landeskunstschule tätig. Nach Kriegsende wurde er 1949 zum Professor ernannt.
Der Berufsverband Bildender Künstler Hamburg verlieh Schaper 1949 die Ehrenmitgliedschaft. Ein Jahr später konnte er infolge eines Augenleidens der Malerei nicht mehr nachgehen. 1951 wurde er Ehrenmitglied der Hamburgischen Künstlerschaft. Er starb 1956 im Hamburger Stadtteil Groß Borstel. Noch im selben Jahr erwarb die Hamburger Kunsthalle zwei Selbstbildnisse Schapers aus den Jahren 1894 und 1949.
Friedrich Schaper wurde auf dem Ohlsdorfer Friedhof beigesetzt, sein Grabstein ist jedoch nicht mehr auffindbar.

## Werke (Beispiele)

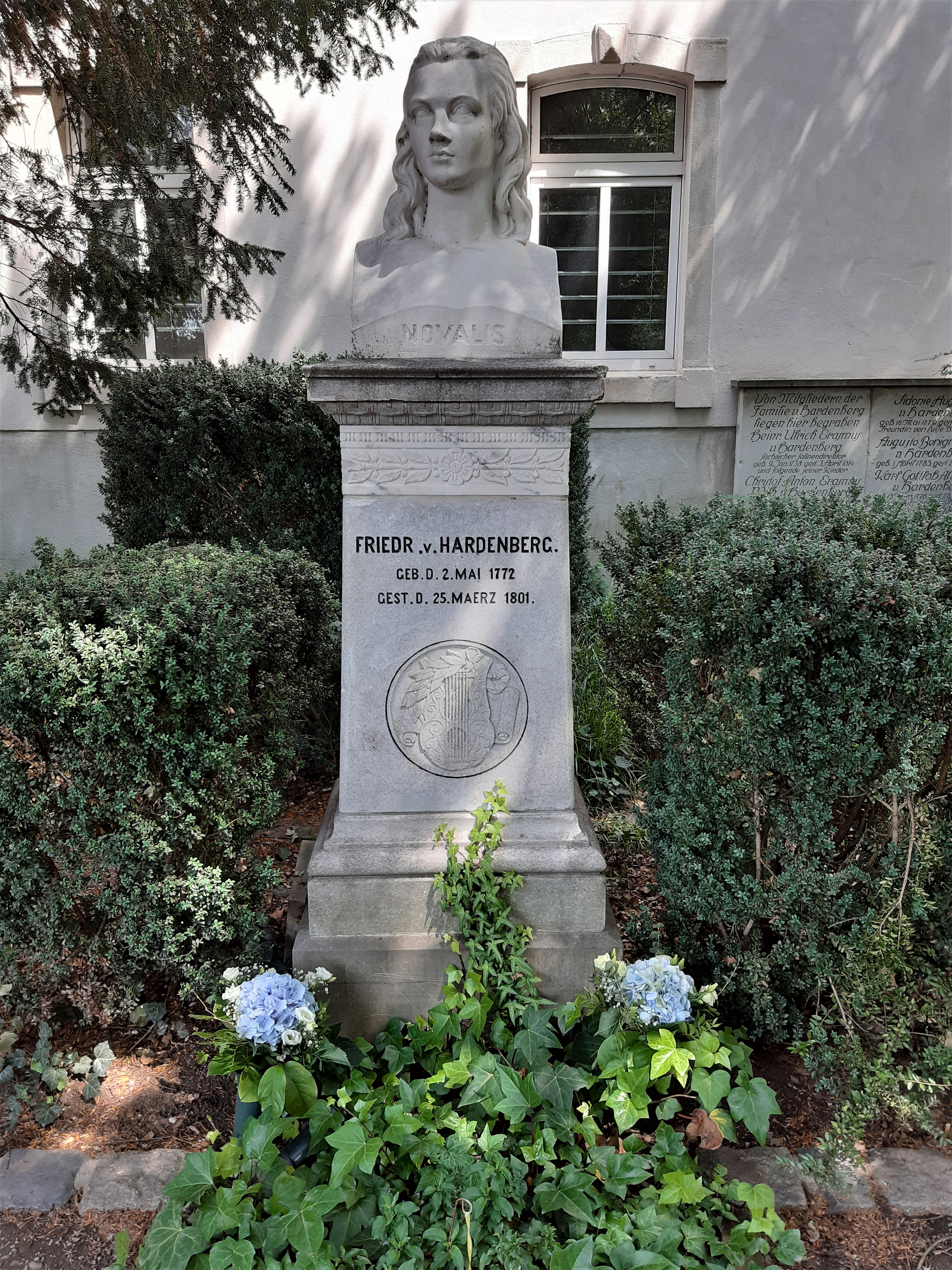
Grabmal von Novalis in Weißenfels

Friedrich Schaper gestaltete u. a. das Grabmal des Novalis in Weißenfels.

## Ausstellungen (Auswahl)
- 2019: Hamburger Schule – Das 19. Jahrhundert neu entdeckt (12. April bis 14. Juli), Hamburger Kunsthalle